# توماس دبليو. هاريسون
توماس دبليو. هاريسون (بالإنجليزية: Thomas W. Harrison)‏ هو قاضي ومحامي وسياسي أمريكي، ولد في 5 أغسطس 1856 في ليسبورغ في الولايات المتحدة، وتوفي في 9 مايو 1935 في وينشستر في الولايات المتحدة. حزبياً، نشط في الحزب الديمقراطي. وقد انتخب عضو مجلس نواب الولايات المتحدة عن ولاية فرجينيا وانتخب عضو مجلس ولاية فرجينيا وانتخب عضو مجلس النواب الأمريكي.